# Dylan Donnellan
Pour les articles homonymes, voir Donnellan.
Pas d'image ? Cliquez ici

a Compétitions nationales et continentales officielles uniquement.

b Matchs officiels uniquement.
Dernière mise à jour le 4 août 2024.
Dylan Donnellan, né le 1er décembre 1994 à Galway (Irlande), est un joueur irlandais de rugby à XV évoluant au poste de talonneur.

## Biographie
Membre du centre de formation du Leinster, il rejoint le Biarritz olympique en février 2015. Il dispute son premier match en équipe première contre le CS Bourgoin-Jallieu en avril 2015. Après un retour en Irlande en 2016 où il s'entraîne au sein de la Leinster Academy, il signe pour les Yorkshire Carnegie en 2018.
Il est sélectionné avec l'équipe d'Irlande des moins de 20 ans pour le Championnat du monde 2014, durant laquelle il dispute cinq rencontres.
En début de saison 2023-2024, alors qu'il joue au niveau amateur avec le Clontarf FC dont il est le capitaine, il est retenu par le Leinster pour disputer des matchs à la suite de plusieurs absences dans l'effectif de la province à son poste de talonneur.